# Iluviação
Iluviação é a acumulação de materiais do solo dissolvidos ou suspensos em uma área ou horizonte como resultado de eluviação em outra.

## Eluviação
Oposta à iluviação, a Eluviação é o nome dado ao processo de deslocamento de materiais como argilas, sesquióxidos, carbonatos, etc. ao longo de um perfil de solo, de uma camada para outra por acção da água da chuva.
Ao material deslocado através da Eluviação dá-se o nome de Iluvião.